# Resolució 1965 del Consell de Seguretat de les Nacions Unides
La Resolució 1965 del Consell de Seguretat de les Nacions Unides fou adoptada per unanimitat el 22 de desembre de 2010. Després de considerar un informe del Secretari General Ban Ki-moon, sobre la Força de les Nacions Unides d'Observació de la Separació (UNDOF) i reafirmant la resolució 1308 (2000), el Consell va prorrogar el seu mandat per uns altres sis mesos, fins al 30 de juny de 2011.
El Consell de Seguretat va demanar l'aplicació de la resolució 338 (1973), que exigia que es duguessin a terme negociacions entre les parts per a una solució pacífica de la situació a l'Orient Mitjà. Va acollir amb satisfacció els esforços de la UNDOF per aplicar la política de tolerància zero del Secretari General sobre l'explotació sexual i l'abús.
Finalment, es va demanar al Secretari General que informés abans del final del mandat de la UNDOF sobre les mesures per aplicar la Resolució 338 i l'evolució de la situació. La UNDOF va ser establerta en 1974 per la resolució 350 per supervisar l'alto-el-foc entre Israel i Síria. L'informe del Secretari General en compliment a la resolució anterior sobre la UNDOF va indicar que la situació en l'Orient Mitjà seguiria estant tibant fins que es pogués arribar a un acord, amb el Secretari General encoratjant a reprendre a les converses de pau perquè van ser interrompudes al desembre de 2008.